# دوري قرغيزستان لكرة القدم 2008
دوري قيرغيزستان لكرة القدم 2008 هو الموسم 17 من دوري قيرغيزستان لكرة القدم. كان عدد الأندية المشاركة فيه 10، وفاز فيه FC Abdysh-Ata ‏.